# Arnold Hau
Arnold Hau ist eine fiktive Figur der Neuen Frankfurter Schule.

## Die Wahrheit über Arnold Hau
Die Lyriker, Autoren und Zeichner F. W. Bernstein, Robert Gernhardt und F. K. Waechter veröffentlichten von 1964 bis 1976 in der Satirezeitschrift pardon regelmäßig die zweiseitige Nonsenskolumne Welt im Spiegel (WimS).
1966 entschlossen sie sich, Texte und Zeichnungen, die aufgrund ihrer Länge oder Art nicht in WimS passten, in einem Buch zu veröffentlichen. Es handelt sich um Werke, die neben WimS entstanden, die sie aber „damals dem WimS-Leser noch nicht zumuten wollten“.
Für dieses Buch Die Wahrheit über Arnold Hau schufen sie die Kunstfigur Arnold Hau. Er erscheint als Universalgelehrter, Philosoph, Literat und Lyriker, den insbesondere die Frage umtreibe: „Was ist der Mensch?“ Unter diese sehr allgemeine Frage lassen sich viele Werke subsumieren. So konnten sie verschiedenste Parodien, etwa auf Platons Gastmahl, Schillers Dramen oder Radiohörspiele der fünfziger Jahre, unterbringen.
Das Buch Die Wahrheit über Arnold Hau hatte damals geringen Erfolg. Von den 2500 Exemplaren der Erstauflage wurden 1400 schließlich vom Verlag Bärmeier & Nikel verramscht. Seit 1974 gibt es mehrere Neuauflagen bei Zweitausendeins, später auch beim S. Fischer Verlag.

## Die Filme der Gruppe Arnold Hau
In den 1970er und frühen 1980er Jahren drehten Bernstein, Gernhardt und Waechter zusammen mit Arend Agthe und Bernd Eilert einige Filme unter dem Pseudonym Arnold Hau.
- Der Klauer (1968): Dieser Film, gedreht in einer Kiesgrube bei Frankfurt, handelt von einem Fremdenlegionär, der seine Kollegen beklaut. Der Film ist derzeit verschollen.[2]
- Hier ist ein Mensch (1972) ist ein Musikvideo zu dem Schlager von Peter Alexander. Darin werden die Textpassagen wörtlich genommen, etwa die Zeile „Auch das Glück ist manchmal blind“ wird durch eine Allegorie des Glücks mit Blindenarmbinde dargestellt.
- Auf falscher Bahn (1972): Hier wird eine Bildergeschichte von Waechter aus Die Wahrheit über Arnold Hau als Kurzfilm inszeniert. Es existiert auch eine skandinavische Version.
- Der Bayerische Wald mit den Augen eines Arschfickers gesehen (1973): Liefen Hau-Retrospektiven in Bayern, meist ausgespart, obwohl nur Unterholz-Kameraschwenks zu sehen sind.[3]
- Milchkännchen und Fischstäbchen in der Antarktis (1973): Eine Abenteuerfilmparodie, die auf einer Tischdecke mit Popcornschnee gefilmt ist. Die Hauptdarsteller sind ein Milchkännchen und ein Fischstäbchen, die von verschiedenem Blechspielzeug bedroht werden.
- Die Hau-Schau (1974) Hier tritt Arnold Hau (dargestellt von Alfred Edel) als selbstverliebter moderner Filmemacher auf, der seine Kurzfilme präsentiert.
- Jetzt bist du dran, Feilchen (1976): Eine Gruppe Hippies staffiert einen der ihren, Feilchen (dargestellt von Waechter), aus, der Bundespräsident Walter Scheel die Hand geben soll. Dies gelingt auch. Waechter hatte anlässlich einer Jugendbuchpreisverleihung tatsächlich Scheel die Hand gegeben, so dass entsprechendes Filmmaterial vorhanden war.
- Das Casanova-Projekt (1981): Regisseur Arnold Hau möchte das Leben von Casanova verfilmen, scheitert aber an seinem schwierigen Hauptdarsteller, dargestellt von Alfred Edel.
- Der Schnüffler: In diesem Film werden dokumentarische Aufnahmen von Papst Johannes Paul II. zur Geschichte eines Privatdetektivs mit Spürnase umgedeutet. So werden beispielsweise Pressefotos, auf denen er Kinder küsst, in den neuen Sinnzusammenhang gestellt, dass er an ihnen röche, um einen Kriminellen an seinem Geruch zu erkennen.

## Theater
Im Jahr 2022 führten die Schauspieler Dominik Raneburger, Nickel Bösenberg und Pitt Simon mit dem Stück Das HAU-Projekt am Kasemattentheater eine „Mischung aus Symposion, Lesung und Werkschau“ auf. Im Juni 2023 wurde dieses Stück als Gastspiel auch im Kulturhaus Frankfurt präsentiert.